# Joséphine Mbarga-Bikié
Joséphine Mbarga-Bikié (* 3. April 1979) ist eine ehemalige kamerunische Leichtathletin, die sich auf den Weitsprung spezialisiert hat. Ihren größten Erfolg feierte sie mit dem Gewinn der Goldmedaille bei den Afrikameisterschaften 2006.

## Sportliche Laufbahn
Erste internationale Erfahrungen sammelte Joséphine Mbarga-Bikié im Jahr 2003, als sie bei der Sommer-Universiade in Daegu mit 12,75 s in der ersten Runde im 100-Meter-Lauf ausschied und im Weitsprung mit 5,65 m den zwölften Platz belegte. Im Jahr darauf belegte sie bei den Afrikameisterschaften in Brazzaville mit 6,06 min auf den vierten Platz im Weitsprung und 2005 schied sie bei den Studentenweltspielen in Izmir mit 5,80 m in der Qualifikationsrunde aus. Im Dezember wurde sie bei den Spielen der Frankophonie in Niamey mit 6,12 m Fünfte im Weitsprung und belegte mit der kamerunischen 4-mal-100-Meter-Staffel in 46,72 s den fünften Platz und gelangte mit der 4-mal-400-Meter-Staffel mit 3:46,38 min auf Rang vier. Im Jahr darauf siegte sie bei den Afrikameisterschaften in Bambous mit einer Weite von 6,33 m und gewann in 46,43 s gemeinsam mit Esther Ndoumbé, Carole Kaboud Mebam und Myriam Léonie Mani die Bronzemedaille in der 4-mal-100-Meter-Staffel hinter den Teams aus Ghana und Nigeria. Anschließend wurde sie beim IAAF World Cup in Athen mit 5,87 m Neunte im Weitsprung. Im Jahr darauf nahm sie an den Afrikaspielen in Algier teil und klassierte sich dort mit 6,27 m auf dem fünften Platz und kam mit der 4-mal-100-Meter-Staffel nicht ins Ziel. 2009 gelangte sie dann bei den Spielen der Frankophonie in Beirut mit 6,04 m auf Rang sieben im Weitsprung und gewann mit der Staffel in 46,24 s die Bronzemedaille hinter den Teams aus Kanada und Frankreich. Anschließend beendete sie ihre aktive sportliche Karriere im Alter von 30 Jahren.
2006 wurde Mbarga-Bikié kamerunische Meisterin im Weitsprung.

## Persönliche Bestleistungen
- 100 Meter: 12,75 s (−0,4 m/s), 25. August 2003 in Daegu
- Weitsprung: 6,41 m (+1,3 m/s), 8. April 2006 in Yaoundé